# Jelkulcs

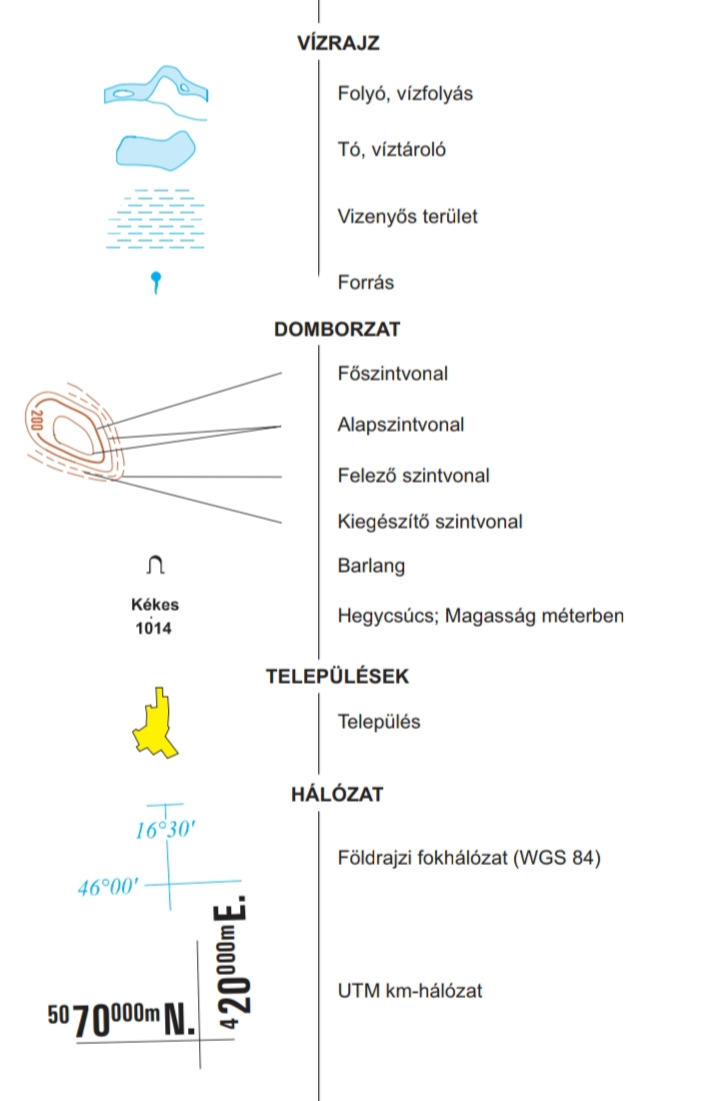
Példa jelkulcsokra

A térképeken az azonos tárgyakat azonos jelekkel ábrázoljuk. Ezek az egyezményes jelek alkotják a jelkulcs fogalmát.  Egy adott jelkulcs használatát egy adott térképrendszer készítéséhez kötelezően előírják. Ezzel biztosítják a térképrendszer tartalmi és formai egységét.
A jelkulcs az alábbi fő részekből áll:
- egyezményes jelek gyűjteménye,
- a jelek használatát magyarázó szöveges rész,
- a térképen használható rövidítések jegyzéke,
- írásfajták gyűjteménye,
- a térképszelvény keretmintája, kereten kívüli megírások.

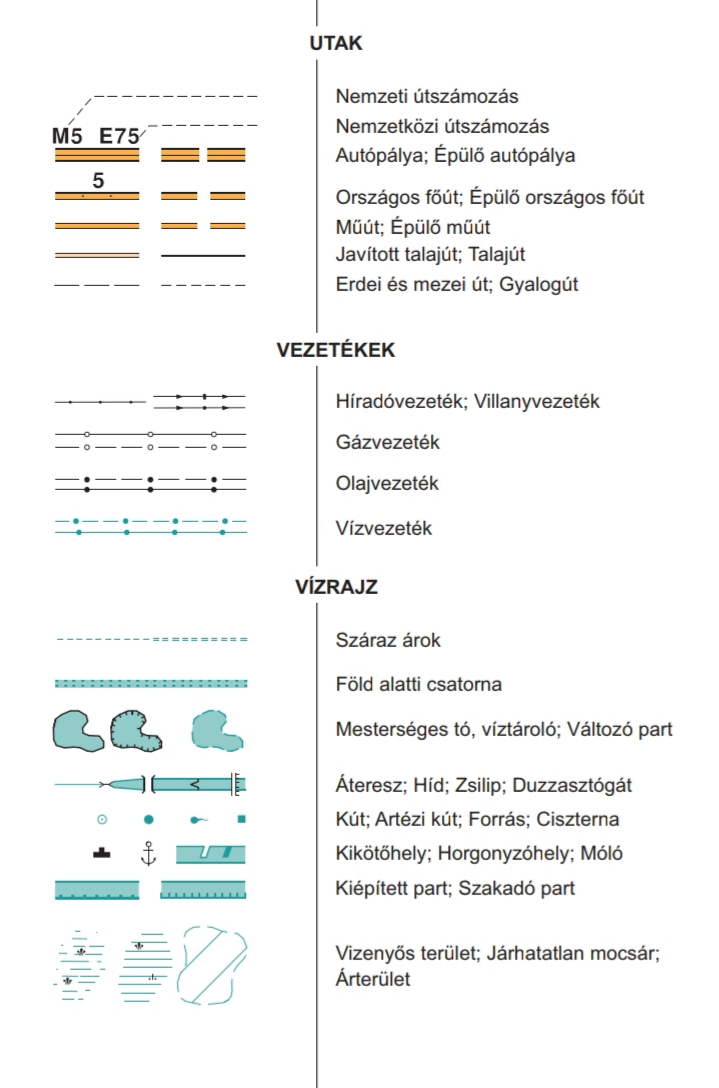
További példák jelkulcsokra

A jelkulcs célja, hogy a térkép készítői és használói azonosan értelmezzék a térképi jeleket, és a jelek mögött azonos tereptárgyakat képzeljenek el.

## Csoportosításuk
Az egyezményes jelekkel szemben az alábbi követelményeket támasztják:
- legyenek egyszerűek,
- a jelből következtetni lehessen a tárgy helyzetére, fekvésére, nagyságára, jelentőségére,
- következetes legyen, a természetben egymáshoz hasonló tárgyak jele hasonló legyen,
- a jeleket kapcsolni lehessen egymáshoz (pl. út-rézsű)

A jeleket jellegüket, céljukat tekintve négy nagy csoportba sorolhatjuk:
- alaprajz szerinti, felülnézetes jelek,
- meghatározott alakú és nagyságú jelek,
- magyarázó jelek,
- felületkitöltő jelek.

### Alaprajz szerinti jelek
Alaprajz szerint felülnézetben ábrázoljuk azokat a tereptárgyakat, melyek
- mérete megengedi az alaprajz szerinti ábrázolását (pl. nagyobb épületek, erdő),
- alaprajza meghaladja a számára különben előírt jel méretét

Pl. meddőhányó

### Meghatározott alakú jelek
Meghatározott alakú jeleket akkor használunk, ha
- a tereptárgy alaprajza felismerhetetlen lenne,
- jelentősége miatt ki akarjuk emelni a tereptárgyat.

Pl. autópálya, vasút, középület,híd, gyárkémény, antenna, szőlő, meteorológiai állomás, siló, templom stb.

### Magyarázó jelek
Magyarázó jeleket használunk a már meglévő jelek kiegészítésére, kiemelésére. A magyarázó jelek nem egy tárgy helyét, hanem valamelyik jellemző tulajdonságát adják meg. Például az erdőben a fák fajtájának megadása, vagy folyónál a folyásirány megadása.
Jellegük szerint lehetnek:
- részben meghatározott alakú jelek pl. folyásirány jelölése
- számszerű adatok, rövidítések pl. műút adatai, kőbánya relatív magassága

### Felületkitöltő jelek
Nagyobb felületek magyarázó jelei, melyek meghatározott rend szerint ismétlődve helyezkednek el a felületen belül úgy, hogy annak teljes területét kitöltsék. Alkalmazásuk rendszerint felületszínezéssel kapcsolódik össze.
Pl. erdő, szőlő, gyümölcsös
Azokat a jeleket, melyek nem tükrözik vissza a tereptárgy alaprajzi helyzetét, méretét, kiterjedését, meghatározott szabályok szerint kell elhelyezni a térképen.